# Syllepte violacealis
Syllepte violacealis is een vlinder uit de familie van de grasmotten (Crambidae). De wetenschappelijke naam van deze soort is voor het eerst voorgesteld door Christian Guillermet in een publicatie uit 1996.
De soort komt voor op Réunion.